# Leo Wyatt
Leo Wyatt je jedna z hlavních postav amerického seriálu Čarodějky (Charmed). Je to Pipeřin manžel a mají 3 děti – Chris Perry Halliwell, Wyatt Matwes Halliwell, Melinda Halliwell.
Objeví se na začátky 1.série, jako opravář najatý Prue. Piper se do něho ihned zamiluje, ale má konkurenci – i Phoebe se zalíbil. Ta se však chce jen podobat své sestře, sama přizná, že ho má ráda jen proto že se ho má ráda Piper a přenechá jí ho. Mezi nimi přeskočila jiskra, ale nejdřív se báli udělat první krok. Později je odhalen nejmladší sestrou – je jejich anděl strážný. Ta to samozřejmě oznámí svým sestrám, ty jí však nevěří a mají za blázna. Po nějaké době je Leo napaden temnonošským šípem a hledá pomoc u Halliwellů, kde se mu dostane ta nejvyšší. Tím je však odhalen celou trojicí. Leo skoro umírá a v tu chvíli mu Piper řekne, že ho miluje. Prohodí si s ním schopnosti a vyléčí ho. Od 2.série spolu začnou chodit. Jenomže do vedlejšího domu se nastěhuje nový soused, Dan Gordon, který Leovi přebere přítelkyni. Po pár měsících je však jejich aférka ukončena, když si Piper po těžkém rozhodování vybere svého Lea. Ve třetí sérii je čeká obtížná zkouška – mají před svatbou. To je ale nelíbí Leovým nadřazeným, starším. Neustále je od sebe oddělují a způsobují jim tím utrpení. Nakonec se přece jen vezmou (3x15 Just harried). Čeká je dlouhá cesta – v páté sérii se jim narodí první syn, Wyatt Matthew. Leo se však stane starším a musí svou rodinu opustit. Tím se definitivně rozchází.
V šesté sérii vidíme Lea vystupovat jako staršího. Už není Pipeřin manžel, přesto chodí navštěvovat svého synka. V té době přišel z budoucnosti ještě jeden jeho syn – Chris Perry. Leo ho však nemá rád, nevěří mu a nejraději by se ho zbavil. Neví totiž, že je to jeho potomek, nikdo to neví. Brzy to ale zjistí a neví co si má myslet. Celou tu dobu se k němu choval strašně a podle jeho popisu budoucnosti se ani nediví, že nebyl oblíbeným otcem, snaží se to tedy napravit, ale úplně propadne pomstě. Po Chrisově smrti a znovunarození se dá Leo s Piper zase dohromady a společně vychovávají své syny a přitom bojují se zlem a opovržením starších. Ti tvrdí, že si musí Leo vybrat. Nemůže prý balancovat mezi světy své rodiny a práce. Z Lea se stane avatar a později člověk. Konečně může žít normální život.
V osmé sérii je vše ideální, ale až do té doby co po něm jde smrt. Anděl smrti nabídne sestrám obchod – zachrání Lea před spáry anděla smrti. Zmrazí ho, tím nemůže Leo umřít. Může se i vrátit, ale až po závěrečné bitvě mezi dobrem a zlem, které se on nemá účastnit. Po smrti Paige, Phoebe a Christy Jenkinsové se skutečně vrátí. Po druhé bitvě se opět vrací, ale už navěky...
Leo Wyatt je světlonoš co se stane starším. Poté se ale stane avatarem. Avatary opustí, kvůli jejich zradě a stane smrtelníkem. Měl dokonce babičku čarodějek za svěřenkyni. Dříve než se stal světlonošem byl ve světové válce vyučený doktor.